# Cyclocosmia ricketti
Cyclocosmia ricketti är en spindelart som först beskrevs av Pocock 1901.  Cyclocosmia ricketti ingår i släktet Cyclocosmia och familjen Ctenizidae. Inga underarter finns listade i Catalogue of Life.